# Salimata Traoré
Pour les articles homonymes, voir Traoré.
Salimata Traoré, née le 16 février 1994 à Ségou, est une personnalité politique malienne, élue députée en avril 2020 lors des élections législatives maliennes de 2020. Ce scrutin a vu un nombre de femmes élues historiquement élevé (une quarantaine) dont Salimata Traoré est la plus jeune (26 ans lors de l'élection),.

## Biographie
Orpheline, elle est hébergée par son oncle à Ségou où elle est née. 
Elle est licenciée en comptabilité de l'institut de formation professionnelle de l’université de Ségou.
Militante au parti de l'Alliance démocratique pour la paix-Maliba depuis 2013, elle a été candidate (non élue) aux municipales de 2013. Elle est élue au second tour des élections législatives maliennes de 2020. L'Assemblée nationale est dissoute le 19 août 2020 après un coup d'État.